# Nikola Jokić
Nikola Jokić  (em sérvio:  Никола Јокић, pronounciado [nǐkola jôkitɕ]; Sombor, 19 de fevereiro de 1995) é um jogador de basquete profissional que atualmente joga no Denver Nuggets da NBA. É amplamente reconhecido como um dos melhores jogadores da atualidade.
Seis vezes selecionado para o All-Star Game, ele ganhou o prêmio de MVP da NBA nas temporadas 2020-21, 2021-22 e 2023–24, sendo um dos nove jogadores na história da liga a vencer o prêmio por três vezes ou mais.
Ele está entre os 10 primeiros na lista de jogadores da NBA com mais triplos-duplos e detém o recorde de triplo-duplo mais rápido (14 minutos e 33 segundos). Ele também ganhou a medalha de prata olímpica nos Jogos Olímpicos de 2016 pela Seleção Sérvia.

## Início da vida
Jokić nasceu em Sombor, Sérvia. Ele cresceu em um apartamento apertado de dois quartos que abrigava ele e seus dois irmãos, pais e avó. O pai dele era engenheiro agrônomo.
Jokić desenvolveu um amor pelo basquete no início de sua vida jogando com seus dois irmãos mais velhos, que eram uma década mais velhos. Strahinja, o mais velho, jogou basquete na Europa e Nemanja, o segundo mais velho, jogou basquete universitário na Universidade de Detroit Mercy.
Ele também amava corridas de cavalos quando criança e competiu como amador, uma paixão que ele ainda tem até hoje.

## Carreira profissional

### Mega Basket (2012–2015)
Jokić jogou nas divisões de base do Vojvodina Srbijagas, onde se tornou uma figura dominante e recebeu interesse de equipes maiores.
No verão de 2012, Jokić assinou um contrato com o Mega Vizura, embora em sua primeira temporada com a equipe ele jogou principalmente por sua equipe júnior. Aos 17 anos, atuou em 5 jogos do Campeonato Sérvio e teve médias de 1,8 pontos e 2 rebotes em 10,2 minutos.
Na temporada de 2013-14, ele viu mais minutos em quadra. Em 25 jogos na Liga Adriática, ele teve médias de 11,4 pontos, 6,4 rebotes e 2,5 assistências. Ele também jogou 13 jogos no Campeonato Sérvio e teve produção semelhante, com médias de 10,9 pontos, 6 rebotes e 3,3 assistências.
Em 26 de junho de 2014, Jokić foi selecionado pelo Denver Nuggets como a 41ª escolha geral no draft da NBA de 2014.
Após a saída de Ratko Varda, ele se tornou um dos líderes da equipe na temporada de 2014-15. No primeiro jogo da Liga Adriática, ele liderou sua equipe para uma vitória por 103-98 sobre o MZT Skopje, registrando 27 pontos e 15 rebotes. Ele foi nomeado o MVP da Rodada 1. Em 3 de novembro, ele registrou 17 pontos, 12 rebotes e 8 assistências na vitória por 90-84 sobre Zadar. Por tal desempenho, ele foi nomeado o MVP da Rodada 6. Em 7 de fevereiro, ele registrou 27 pontos e 15 rebotes na derrota por 88-77 para o Szolnoki Olaj. Ele foi nomeado o MVP da Rodada pela terceira vez na temporada. Por suas atuações ao longo do mês, ele foi nomeado o MVP de fevereiro, tendo médias de 21,7 pontos e 12,3 rebotes.
Em 21 de março, ele registrou 28 pontos e 15 rebotes para ajudar sua equipe a vencer o Igokea por 100-96. Ele foi nomeado o MVP da Rodada 26, seu quarto prêmio de MVP da temporada. Apesar do Mega Vizura ter terminado em 10º lugar na Liga Adriática, Jokić se tornou um dos jogadores mais valiosos da liga. Em 24 jogos, ele teve média de 15,4 pontos, 9,3 rebotes e 3,5 assistências. Em 26 de março, ele foi oficialmente nomeado o MVP da temporada regular da Liga Adriática. Ele também foi nomeado o Top Prospect da ABA League para a temporada de 2014-15.
Após a eliminação para o Partizan nas semifinais da Liga Sérvia, Jokić se separou da equipe para seguir carreira na NBA. Em 14 jogos na Liga Sérvia, ele teve médias de 18,4 pontos, 10,4 rebotes e 2,7 assistências.

### Denver Nuggets (2015–Presente)

#### 2015–16: Equipe de Novatos
No verão de 2015, Jokić juntou-se ao Denver Nuggets, uma temporada após ser selecionado no draft. Em 28 de julho de 2015, após ter médias de 8.0 pontos e 6.2 rebotes em cinco jogos da Summer League, ele assinou um contrato de 3 anos e US$4 milhões com os Nuggets.
Em 18 de novembro de 2015, Jokić registrou 23 pontos e 12 rebotes na derrota por 109-98 para o San Antonio Spurs. Em 1º de fevereiro, ele teve 27 pontos e 14 rebotes na vitória por 112-93 sobre o Toronto Raptors. Em 8 de abril, ele teve 15 rebotes na vitória por 102-98 sobre o San Antonio Spurs.
No final da temporada, ele teve médias de 10.0 pontos, 7.0 rebotes e 2.4 assistências e terminou em terceiro lugar na votação do Prêmio de Novato do Ano e foi selecionado para a Primeira-Equipe de Novatos.

#### 2016–17: Melhorando como segundanista
Em 29 de outubro de 2016, Jokić registrou 23 pontos e 17 rebotes na vitória na prorrogação por 115-113 para o Portland Trail Blazers. Depois de ser titular nos oito primeiros jogos da temporada, ele foi para o banco em 12 de novembro. Ele permaneceu como reserva pelos próximos 14 jogos. Durante esse período, ele registrou 27 pontos e 11 rebotes na derrota por 112-92 para o Dallas Mavericks.
Em 19 de dezembro, ele quase registrou um triplo-duplo com 27 pontos, 15 rebotes e nove assistências na vitória por 117-107 sobre os Mavericks. Ele teve outro quase triplo-duplo em 28 de dezembro com 16 pontos, 11 assistências e oito rebotes na vitória por 105-103 sobre o Minnesota Timberwolves. Em 16 de janeiro de 2017, Jokić marcou 30 pontos na vitória por 125-112 sobre o Orlando Magic. Ele superou essa marca três dias depois, marcando 35 pontos na derrota por 118-104 para o San Antonio Spurs.
Em 3 de fevereiro de 2017, ele registrou seu primeiro triplo-duplo da carreira com 20 pontos, 13 rebotes e 11 assistências na vitória por 121-117 sobre o Milwaukee Bucks. Em 13 de fevereiro de 2017, Jokić registrou 17 pontos, 12 assistências e 21 rebotes em seu segundo triplo-duplo da carreira em uma vitória por 132-110 sobre o Golden State Warriors. Em 28 de fevereiro de 2017, ele registrou seu terceiro triplo-duplo da carreira com 19 pontos, 16 rebotes e 10 assistências na vitória por 125-107 sobre o Chicago Bulls. Na noite seguinte, ele teve seu segundo triplo-duplo consecutivo e o quarto de sua carreira com 13 pontos, 14 rebotes e 10 assistências na vitória por 110-98 sobre o Milwaukee Bucks. Em 16 de março de 2017, Jokić registrou seu quinto triplo-duplo da temporada com 17 pontos, 14 rebotes e 11 assistências na vitória por 129-114 sobre o Los Angeles Clippers. Em 31 de março de 2017, ele registrou seu sexto triplo-duplo na temporada com 26 pontos, 13 rebotes e 10 assistências na derrota por 122-114 para o Charlotte Hornets.
Seus seis triplos-duplos ficaram em quarto lugar na temporada, atrás de Russell Westbrook (42), James Harden (22) e LeBron James (13). No final da temporada, ele terminou com médias de 16.7 pontos, 9.8 rebotes e 4.9 assistências e foi o segundo lugar no prêmio de Jogador que Mais Evoluiu.

#### 2017–18: Jogador da franquia

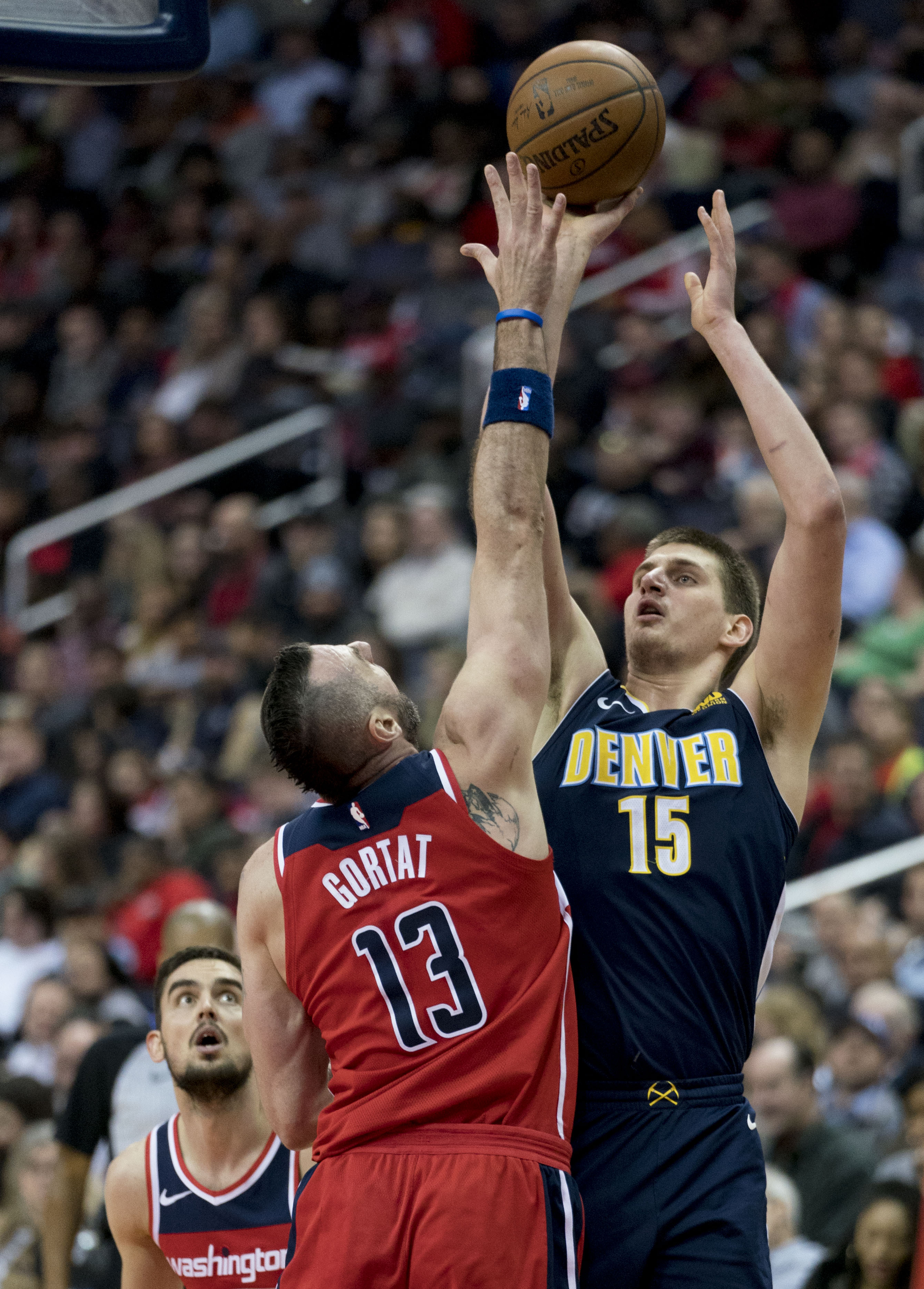
Jokić em 2018

Em 7 de novembro de 2017, Jokić marcou 41 pontos na vitória por 112-104 sobre o Brooklyn Nets. Em 13 de novembro, ele foi nomeado o Jogador da Semana da Conferência Oeste para os jogos jogados de 6 de novembro a 12 de novembro. Ele se tornou o 17ª jogador dos Nuggers a ganhar o prêmio e o primeiro desde Ty Lawson em março de 2013.
Em 8 de janeiro, Jokić teve seu primeiro triplo-duplo da temporada com 22 pontos, 12 rebotes e 11 assistências na derrota por 124-114 para o Golden State Warriors. Em 15 de fevereiro, na vitória por 134-123 sobre o Milwaukee Bucks, Jokić registrou 30 pontos, 15 rebotes e 17 assistências. Ele registrou o triplo-duplo mais rápido da história da NBA em 14 minutos e 33 segundos. Em 23 de fevereiro, ele registrou seu terceiro triplo-duplo consecutivo com 28 pontos, 11 rebotes e 11 assistências na vitória por 122-119 sobre o San Antonio Spurs.
Em 7 de março, Jokić registrou 36 pontos e 13 rebotes na derrota por 113-108 para o Cleveland Cavaliers. Em 15 de março, ele registrou seu oitavo triplo-duplo da temporada com 23 pontos, 12 rebotes e 10 assistências na vitória por 120-113 sobre o Detroit Pistons, definindo assim o maior número de triplos-duplos por um jogador dos Nuggets em uma temporada desde Fat Lever em 1988-89. Em 1º de abril, ele registrou 35 pontos e 13 rebotes na vitória por 128-125 sobre os Bucks. Em 9 de abril, Jokić foi nomeado o Jogador da Semana da Conferência Oeste para jogos jogados de 2 de abril a 8 de abril, ganhando assim seu segundo prêmio de Jogador da Semana da temporada. Mais tarde naquele dia, ele registrou 15 pontos, 20 rebotes e 11 assistências na vitória por 88-82 sobre o Portland Trail Blazers, garantindo assim seu 16º triplo-duplo da carreira e seu 10º na temporada.
No último jogo da temporada regular dos Nuggets em 11 de abril de 2018, Jokić registrou 35 pontos e 10 rebotes na derrota por 112-106 na prorrogação para o Minnesota Timberwolves. Foi seu sétimo jogo de 30 pontos na temporada. A derrota tirou os Nuggets dos playoffs com um recorde de 46-36.

#### 2018–19: All-Star e All-NBA
Em 9 de julho de 2018, Jokić assinou uma extensão de contrato de cinco anos e US$ 148 milhões com os Nuggets.
Em 20 de outubro de 2018, no segundo jogo dos Nuggets na temporada, Jokić registrou 35 pontos, 12 rebotes e 11 assistências na vitória por 119-91 sobre o Phoenix Suns. Ele se tornou apenas o segundo jogador dos Nuggets a registrar um triplo-duplo nos dois primeiros jogos da temporada, juntando-se a Fat Lever. Jokić ganhou o Prêmio de Jogador da Semana da Conferência Oeste pela primeira semana da temporada, tornando-se o sexto jogador na história da franquia a ganhar o prêmio três ou mais vezes, juntando-se a Alex English, Dikembe Mutombo, Carmelo Anthony, Allen Iverson e Chauncey Billups. Em 9 de novembro, ele registrou 37 pontos e 21 rebotes na derrota por 112-10 para o Brooklyn Nets. Por seus esforços em 2018, ele foi reconhecido como o jogador sérvio do ano pela Federação de Basquete da Sérvia.
Em 5 de janeiro, ele marcou 39 pontos na vitória por 123-110 sobre o Charlotte Hornets. Seu segundo Prêmio de Jogador da Semana veio para os jogos de 31 de dezembro a 6 de janeiro. Em 8 de janeiro, ele teve seu quarto triplo-duplo da temporada com 29 pontos, 11 rebotes e 10 assistências na vitória por 103-99 sobre o Miami Heat. Foi seu 20º triplo-duplo na carreira na NBA. Aos 23 anos, ele se tornou o terceiro jogador mais jovem a chegar a 20 triplos-duplos; Oscar Robertson e Magic Johnson tinham 22 anos na época do 20º.
Em 19 de janeiro, ele teve seu sexto triplo-duplo da temporada com 19 pontos, 12 assistências e 11 rebotes na vitória por 124-102 sobre o Cleveland Cavaliers. Em 27 de janeiro, ele registrou seu sétimo triplo-duplo com 32 pontos, 18 rebotes e 10 assistências na vitória de 126-110 sobre o Philadelphia 76ers. Em 31 de janeiro, Jokić recebeu sua primeira seleção para o All-Star Game como reserva da Conferência Oeste, tornando-se o primeiro All-Star dos Nuggets desde Carmelo Anthony em 2011. Em 6 de fevereiro, ele registrou seu 10º triplo-duplo na temporada com 25 pontos, 14 rebotes e 10 assistências na derrota por 135-130 para o Brooklyn Nets. Em 13 de fevereiro, ele registrou seu 12º triplo-duplo da temporada com 20 pontos, 18 rebotes e 11 assistências em uma vitória por 120-118 sobre o Sacramento Kings. Seus doze triplos-duplos ficaram em segundo lugar na temporada, atrás apenas de Russell Westbrook (34).
No jogo 1 da primeira rodada dos playoffs contra o San Antonio Spurs, Jokić tornou-se o quarto jogador na história da NBA a registrar um triplo-duplo em sua estreia nos playoffs e o primeiro desde LeBron James em 2006. Ele teve 10 pontos, 14 rebotes e 14 assistências em uma derrota por 101-96. No Jogo 6 da série, ele marcou 27 de seus 43 pontos na segunda metade da derrota por 120-103. Esses 43 pontos estabelecem um recorde da franquia de mais pontos em um jogo de playoff. No Jogo 7, ele ajudou os Nuggets a vencer a série por 4-3 com 21 pontos, 15 rebotes e 10 assistências na vitória por 90-86.
No Jogo 1 da segunda rodada, Jokić marcou 37 pontos na vitória por 121-113 sobre o Portland Trail Blazers, tornando-se o primeiro jogador dos Nuggets a marcar mais de 35 pontos em um jogo de semifinais de conferência desde Carmelo Anthony (41 pontos) em maio de 2009. No Jogo 3, ele registrou 33 pontos, 18 rebotes e 14 assistências em uma derrota de 140-137. No Jogo 4, ele teve 21 pontos, 12 rebotes e 11 assistências em uma vitória por 116-112. No Jogo 5, ele registrou 25 pontos e 19 rebotes na vitória por 124-98. Os Nuggets foram eliminados dos playoffs após uma derrota por 100-96 para Portland no Jogo 7, apesar dos 29 pontos, 13 rebotes e quatro bloqueios de Jokić.
Em 14 jogos nos playoffs, Jokić teve médias de 25,1 pontos, 13,0 rebotes e 8,4 assistências em 39,7 minutos. Após a temporada, ele foi nomeado para a Primeira-Equipe da All-NBA.

#### 2019–20: sucesso contínuo e bolha
Em 6 de janeiro de 2020, Jokić marcou 47 pontos contra o Atlanta Hawks em uma vitória por 123-115. Em 4 de fevereiro, ele registrou 30 pontos, 21 rebotes e 10 assistências na vitória por 98-95 sobre o Utah Jazz; foi o primeiro jogo 30/20/10 de qualquer jogador da NBA em quatro anos, e apenas o terceiro desde Abdul-Jabbar em 1976. Em 30 de janeiro, Jokić foi selecionado para seu segundo All-Star Game consecutivo, tornando-se o primeiro jogador dos Nuggets desde Anthony em 2011.
Na primeira rodada dos playoffs contra o Utah Jazz, Jokić registrou 34 pontos, 14 rebotes e 7 assistências na vitória por 111-98 no Jogo 6. Em 15 de setembro, ele registrou um triplo-duplo de 16 pontos, 22 rebotes e 13 assistências na vitória por 104-89 no Jogo 7 sobre o Los Angeles Clippers. Jokić juntou-se a Tim Duncan e Kevin Garnett como os únicos jogadores na história da liga a registrar um triplo-duplo de 20 rebotes na pós-temporada. Com a vitória, os Nuggets se tornaram o primeiro time na história da NBA a voltar de múltiplos déficits de 3-1 em uma única pós-temporada. No entanto, eles perderiam as Finais da Conferência Oeste em cinco jogos para o Los Angeles Lakers.

#### 2020–21: Temporada de MVP
Jokić começou a temporada com 4 triplos-duplos em seus primeiros 6 jogos, em um dos quais ele registrou 18 assistências. Fazendo isso, Jokić tornou-se o primeiro pivô a registrar pelo menos 18 assistências em um jogo desde Wilt Chamberlain em 1968. Em 30 de dezembro, Jokić passou Fat Lever na lista de mais triplos-duplos na história dos Nuggets em uma derrota de 125-115 para o Sacramento Kings. Jokić continuaria seu jogo estelar durante todo o mês de janeiro, sendo premiado com o Prêmio de Jogador do Mês da Conferência Oeste, tornando-se assim o primeiro jogador dos Nuggets a fazê-lo desde Carmelo Anthony.
Em 6 de fevereiro, Jokić registrou 50 pontos, 8 rebotes, 12 assistências e 3 bloqueios na derrota por 119-114 para os Kings. Ele se tornou o primeiro jogador dos Nuggets com pelo menos 50 pontos e 10 assistências, enquanto também se tornou o primeiro pivô a fazê-lo desde Kareem Abdul-Jabbar em 1975. Ele também se juntou a Anthony e Allen Iverson como os únicos jogadores dos Nuggets com mais de 50 pontos marcados nas últimas 20 temporadas. Além disso, Jokić abriu a temporada com 20 jogos consecutivos de duplos-duplos, colocando-o apenas atrás de Bill Walton (34 em 1976-77) desde 1976. Mais tarde no mesmo mês, Jokić foi selecionado para sua terceira aparição consecutiva no All-Star Game, desta vez como titular, tornando-se o primeiro jogador dos Nuggets a ser titular desde Anthony em 2011, além de se juntar a Alex English e David Thomspon como os únicos jogadores dos Nuggets a serem selecionados para três All-Star Games consecutivos. Em 2 de março, Jokić registrou seu 50º triplo-duplo da carreira com 37 pontos, 10 rebotes e 11 assistências em uma vitória por 128-97 contra o Milwaukee Bucks. Ele se tornou apenas o nono jogador na história da NBA a registrar 50 triplos-duplos na carreira, bem como apenas o segundo pivô a fazê-lo atrás de Chamberlain. Jokić também se tornou o terceiro jogador mais rápido a alcançar 50 triplos-duplos na carreira, perdendo apenas para Oscar Robertson e Magic Johnson.
Em 17 de março, na vitória por 129-104 sobre o Charlotte Hornets, Jokić superou Dikembe Mutombo como o jogador com mais duplos-duplos na história dos Nuggets. Ele foi nomeado o Jogador do Mês da Conferência Oeste, pela segunda vez, em março. Fazendo isso, ele se tornou o único jogador dos Nuggets na história da franquia a ganhar o prêmio duas vezes em uma única temporada. Em 4 de abril, Jokić deu 16 assistências na vitória por 119-109 sobre o Orlando Magic. Como resultado, ele marcou seu 81º jogo de 10 assistências na carreira, passando Chamberlain para mais jogos de dois dígitos de assistência por um pivô na história da NBA.
Apesar de uma temporada regular cheia de lesões, Jokić liderou os Nuggets para a terceira melhor campanha na Conferência Oeste, ostentando um recorde de 47-25. Ele terminou como o líder da liga em duplos-duplos com 60 e terminou em segundo lugar para Russell Westbrook em mais triplos-duplos com 16. Ele se juntou a Oscar Robertson e Westbrook como os únicos jogadores na história da NBA a ter médias de 26 pontos, mais de 10 rebotes e mais de 8 assistências em uma temporada. Além disso, Jokić tornou-se apenas o terceiro jogador na história da NBA a terminar uma temporada entre os cinco primeiros no total de pontos (3º), rebotes (5º) e assistências (3º), juntando-se a Elgin Baylor e Chamberlain (3x).
Na primeira rodada dos playoffs, os Nuggets enfrentaram o Portland Trail Blazers. Eles ficariam sem dois de seus melhores jogadores, Jamal Murray e Will Barton, que estavam fora lesionados. No entanto, Jokić continuou seu nível de elite ao longo da série com média de 33 pontos, 10,5 rebotes e 4,5 assistências. No Jogo 6, Jokić marcou 27 de seus 36 pontos no segundo tempo para levar os Nuggets a uma vitória por 126-115.
Denver enfrentou o Phoenix Suns nas semifinais da Conferência Oeste. Em uma derrota no Jogo 3, Jokić registrou 32 pontos, 20 rebotes e 10 assistências, juntando-se a Abdul-Jabbar e Chamberlain como os únicos jogadores na história dos playoffs da NBA a ter um jogo de 30/20/10. Os Nuggets foram eliminados dos playoffs no Jogo 4 com Jokić sendo expulso no final do terceiro quarto. Nos playoffs, ele teve médias de 29,8 pontos, 11,6 rebotes e 5,0 assistências.
Por seu desempenho na temporada regular, Jokić ganhou o Prêmio de MVP; ao fazê-lo, ele se tornou o primeiro pivô a ganhar o prêmio desde Shaquille O'Neal em 2000, bem como o primeiro jogador na história dos Nuggets. Ele também se tornou o primeiro jogador sérvio, terceiro jogador europeu e sexto jogador internacional a ganhar o prêmio.

#### 2021–22: Segundo prêmio de MVP

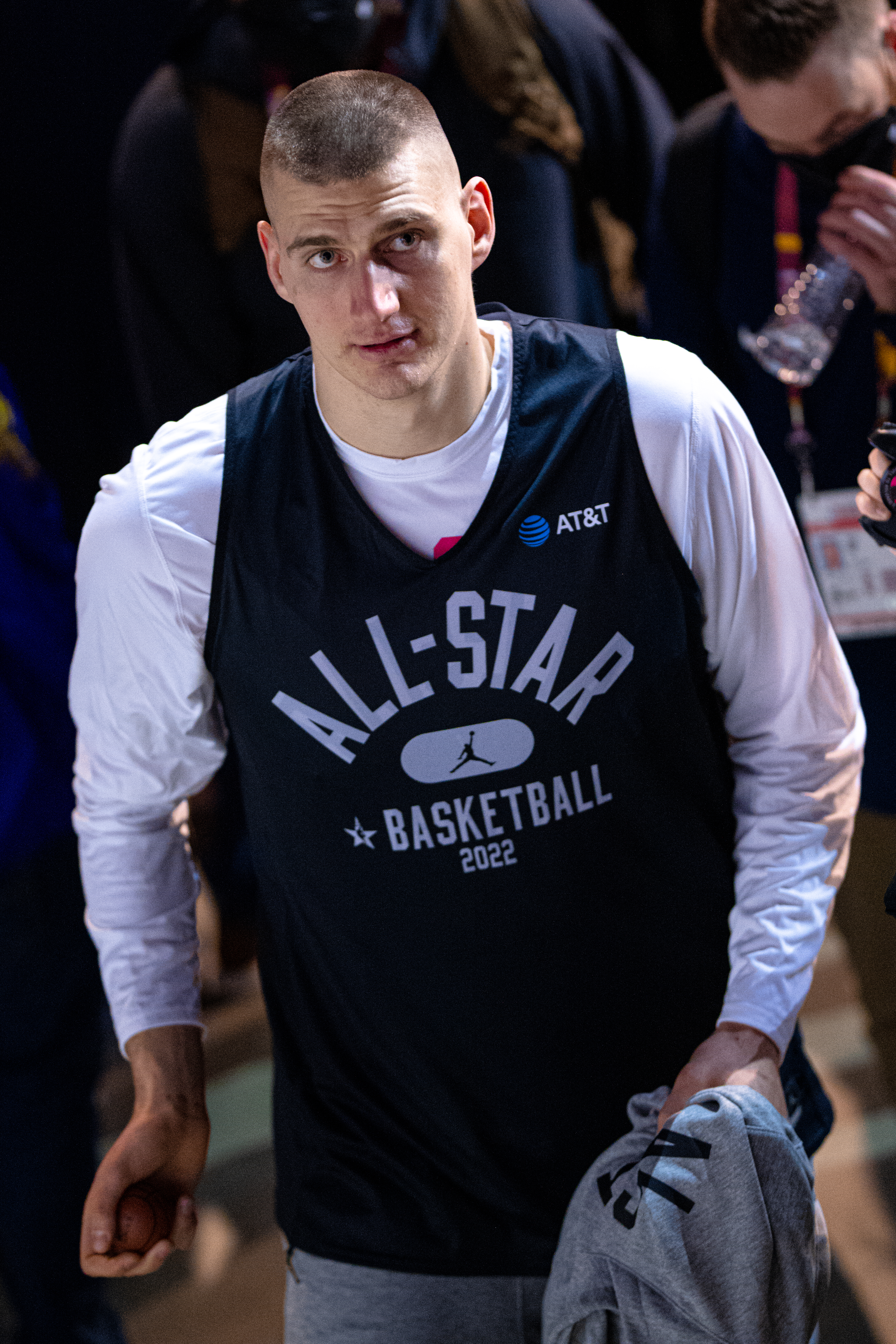
Jokić no All-Star Game da NBA de 2022.

Em 8 de novembro de 2021, em uma vitória por 113-96 sobre o Miami Heat, Jokić e Markieff Morris foram expulsos depois que Morris empurrou Jokić e o sérvio revidar. No dia seguinte, a NBA anunciou que havia suspendido Jokić por um jogo sem pagamento.
Em 6 de dezembro, em uma derrota por 109-97 para o Chicago Bulls, Jokić registrou seu 60º triplo-duplo e ultrapassou Larry Bird pelo oitavo lugar na lista de mais triplos-duplos de todos os tempos. Em 27 de dezembro, ele registrou 26 pontos e 22 rebotes na vitória por 103-100 contra o Los Angeles Clippers, e se tornou o primeiro jogador a registrar mais de 25 pontos, mais de 20 rebotes e mais de 5 assistências em jogos consecutivos desde Charles Barkley em 1988.
Em 5 de janeiro de 2022, Jokić registrou seu 64º triplo-duplo da carreira com 26 pontos, 21 rebotes e 11 assistências em uma derrota por 115-109 para o Utah Jazz, e se tornou o único jogador desde 1980 a registrar múltiplos jogos de 25 pontos, 20 rebotes e 11 assistências. Em 19 de janeiro, ele registrou seu 67º triplo-duplo da carreira com 49 pontos, 14 rebotes e 10 assistências na vitória por 130-128 na prorrogação sobre os Clippers. Em 25 de janeiro, Jokić registrou 28 pontos, 21 rebotes e nove assistências na vitória por 110-105 sobre o Detroit Pistons; ele também se tornou o único jogador na história da NBA a registrar 5.000 rebotes e 3.000 assistências em seus primeiros 500 jogos na carreira. Em 27 de janeiro, Jokić foi selecionado para sua quarta aparição consecutiva no All-Star Game, segundo consecutivo como titular, juntando-se a Alex English como os únicos jogadores do Nuggets a serem selecionados para quatro jogos consecutivos. Em 31 de janeiro, Jokić acumulou seu 70º triplo-duplo da carreira, registrando 18 pontos, 10 rebotes e 15 assistências em uma vitória por 136-100 sobre o Milwaukee Bucks. Ele foi nomeado Jogador do Mês da Conferência Oeste pela terceira vez em sua carreira. Jokić registrou sete triplos-duplos e se tornou um dos cinco jogadores na história da NBA a ter sete ou mais em um único mês, juntando-se a Russell Westbrook, Oscar Robertson, Wilt Chamberlain e Michael Jordan como os únicos jogadores a alcançar esse feito.
Em 6 de fevereiro, em seu 500º jogo na NBA, Jokić registrou seu 71º triplo-duplo da carreira com 27 pontos, 12 rebotes e 10 assistências em uma vitória por 124-104 contra o Brooklyn Nets; Na história da liga, apenas Robertson (151) e Magic Johnson (73) registraram mais triplos-duplos em seus primeiros 500 jogos. Em 11 de fevereiro, ele se tornou o quinto jogador na história da NBA a ter várias temporadas registrando 15 ou mais triplos-duplos.
Em 16 de março, em uma vitória por 127-109 sobre o Washington Wizards, Jokić se tornou o segundo jogador mais rápido a registrar 10.000 pontos, 5.000 rebotes e 3.000 assistências. Ele conseguiu esse feito em sua 516ª jogo na NBA, 1 jogo abaixo do recorde de Larry Bird (515).
Em 7 de abril, Jokić registrou 35 pontos e 16 rebotes na vitória por 122-109 sobre o Memphis Grizzlies para garantir uma vaga nos playoffs. Ele se tornou o primeiro jogador na história da NBA a somar pelo menos 2.000 pontos, 1.000 rebotes e 500 assistências em uma temporada. A ascensão de Jokić no final da temporada também o fez se tornar o primeiro jogador desde Chamberlain a registrar pelo menos 35 pontos e 12 rebotes em cinco jogos consecutivos. Pelos jogos disputados em março e abril, Jokić foi nomeado Jogador do Mês da Conferência Oeste, pela segunda vez na temporada e quarta vez em sua carreira. Jokić terminou a temporada regular com médias de 27,1 pontos, 13,8 rebotes e 7,9 assistências e levou os Nuggets a um recorde de 48-34. Ele se tornou o primeiro jogador na história da NBA a ter uma média de mais de 25 pontos, 13 rebotes e 6 assistências em uma temporada.
Em 21 de abril, no Jogo 3 da primeira rodada dos playoffs, Jokić registrou 37 pontos e 18 rebotes na derrota por 118-113 contra os Warriors. O Denver perderia para o Golden State em cinco jogos, apesar dos 30 pontos e 19 rebotes de Jokić na derrota por 102-98 no Jogo 5. Após o jogo, Draymond Green encontrou Jokić para uma palavra: "Eu lhe disse obrigado por me fazer melhor. É uma honra e um prazer jogar contra alguém tão habilidoso. Você tem caras tão talentosos e habilidosos, eles são suaves. E ele está longe, longe de ser suave. Ele é um jogador absolutamente incrível."
Em 12 de maio, Jokić foi nomeado o MVP da NBA pelo segundo ano consecutivo. Ele se tornou o 13º jogador a ganhar o prêmio em temporadas consecutivas, bem como o segundo jogador europeu a ganhar o prêmio mais de uma vez, juntando-se a Giannis Antetokounmpo.

#### Temporada 2022–23: Primeiro título da NBA e MVP das finais
Em 1º de julho de 2022, Jokić concordou com uma extensão de contrato de cinco anos e US$ 264 milhões com os Nuggets, tornando-se o acordo mais rico da história da NBA no momento da assinatura.
Em 3 de novembro, Jokić registrou 15 pontos, 13 rebotes e 14 assistências em uma vitória de 122–110 sobre o Oklahoma City Thunder; superando Wilt Chamberlain para o maior número de triplos-duplos de todos os tempos por um pivô com 79. Em 10 de dezembro, Jokić registrou seu 80º triplo-duplo da carreira com 31 pontos, 12 rebotes, 14 assistências e quatro bloqueios em uma vitória de 115–110 sobre o Utah Jazz. Ele se tornou apenas o segundo jogador na história da NBA a marcar pelo menos 31/12/14/4 em um jogo depois de Lebron James. Em 18 de dezembro, Jokić fez um triplo-duplo com 40 pontos, 27 rebotes (o recorde da carreira) e 10 assistências em uma vitória de 119–115 sobre o Charlotte Hornets. Ele também se tornou o primeiro jogador da NBA desde Chamberlain em 1968 a fazer pelo menos 35 pontos, 25 rebotes e 10 assistências em um jogo. Em 25 de dezembro, Jokić fez 41 pontos, 15 rebotes e 15 assistências em uma vitória de 128–125 na prorrogação sobre o Phoenix Suns. Ele se tornou apenas o terceiro jogador na história da NBA a registrar um jogo de 40 pontos, 15 rebotes e 15 assistências, juntando-se a Robertson e James Harden.
Em 1º de janeiro de 2023, Jokić registrou seu 85º triplo-duplo da carreira com 30 pontos, 12 rebotes, 12 assistências e nenhum turnover em uma vitória de 123–111 sobre o Boston Celtics. Ele se tornou o primeiro jogador na história da NBA a ter vários jogos de pelo menos 30 pontos, 10 assistências e 10 rebotes sem um turnover. Em 18 de janeiro, Jokić registrou seu 90º triplo-duplo da carreira e o segundo consecutivo com 31 pontos, 11 rebotes e 13 assistências em uma vitória de 122–118 sobre o Minnesota Timberwolves, e ele ultrapassou Alex English (3.679) para se tornar o líder de assistências de todos os tempos dos Nuggets. Jokić também se tornou o primeiro pivô na história da NBA a liderar uma franquia em assistências. Oito dias depois, ele foi nomeado titular da Conferência Oeste para o All-Star Game de 2023, marcando sua quinta seleção consecutiva e a terceira consecutiva como titular. Por sua atuação em janeiro, Jokić foi nomeado Jogador do Mês da Conferência Oeste pela quinta vez em sua carreira. Com oito triplos-duplos em janeiro, ele se juntou a Chamberlain como os únicos pivôs na história da NBA a registrar oito ou mais triplos-duplos em um único mês. Jokić também se tornou o primeiro jogador a ter aproveitamento de 65% nos arremessos de quadra, 50% de três e 85% na linha de lance livre em um mês.
Em 28 de fevereiro, ele registrou seu 100º triplo-duplo na carreira com 14 pontos, 11 rebotes e 10 assistências em uma vitória de 133–112 sobre o Houston Rockets, tornando-se o sexto jogador na história da NBA a ter alcançado o feito. Jokić registrou oito triplos-duplos em fevereiro e se juntou a Chamberlain como os únicos pivôs na história da NBA a registrar oito ou mais triplos-duplos em um único mês. Jokić também se tornou o terceiro jogador na história da NBA a ter uma média de triplo-duplo em três meses consecutivos. Ao ganhar o prêmio de Jogador do Mês da Conferência Oeste em fevereiro, Jokić se tornou o primeiro jogador na história dos Nuggets a ganhar o prêmio em meses consecutivos.
Em 27 de março, Jokić registrou 25 pontos, 17 rebotes e 12 assistências em uma vitória por 116–111 sobre o Philadelphia 76ers. Ele se juntou a Chamberlain e Robertson como os únicos outros jogadores na história da NBA a totalizar mais de 10 jogos em uma temporada de pelo menos 20 pontos, 15 rebotes e 10 assistências. Jokić liderou a liga em triplos-duplos (29), terminando como o único jogador a ter uma média de pelo menos 20 pontos, 10 rebotes e nove assistências em pelo menos 60% de arremessos em uma única temporada.
No Jogo 2 da primeira rodada dos playoffs contra o Minnesota Timberwolves, Jokić registrou 27 pontos, nove rebotes e nove assistências em uma vitória de 122–113. Ele também se tornou o primeiro jogador na história da NBA a ter média de pelo menos 25 pontos, 10 rebotes e cinco assistências em seus primeiros 50 jogos de playoffs da carreira. No Jogo 5, Jokić teve seu oitavo triplo-duplo de playoffs com 28 pontos, 17 rebotes, 12 assistências, dois roubos de bola e dois bloqueios em uma vitória de 112–109, levando os Nuggets à segunda rodada dos playoffs. Ele se tornou apenas o quinto jogador na história da NBA a registrar uma linha de estatísticas de 25 pontos, 15 rebotes e 10 assistências em uma oportunidade decisiva. Jokić se juntou a Robertson (1963), Chamberlain (1967), James Worthy (1988) e James (2020) naquele grupo exclusivo.
No Jogo 3 das Semifinais da Conferência Oeste, ele fez um triplo-duplo com 30 pontos, 17 rebotes e 17 assistências, o recorde da carreira nos playoffs, em uma derrota por 121–114. Jokić se tornou o primeiro jogador na história da NBA a registrar mais de 25 pontos, mais de 15 rebotes e mais de 15 assistências em um jogo de playoffs. No Jogo 4, ele marcou 53 pontos, o recorde da carreira, e 11 assistências em uma derrota por 129–124. Ele ultrapassou Alex English para se tornar o líder de todos os tempos dos Nuggets em pontos de playoffs. Ele também se tornou o primeiro pivô na história da NBA a marcar pelo menos 50 pontos e 10 assistências em um jogo de playoffs. No Jogo 5, ele fez um triplo-duplo com 29 pontos, 13 rebotes, 12 assistências em uma vitória de 118–102. No Jogo 6, Jokić fez um triplo-duplo com 32 pontos, 10 rebotes e 12 assistências em uma vitória de 125–100 para levar os Nuggets às Finais da Conferência Oeste. Ele se juntou a James e Westbrook como os únicos jogadores a ter uma média de mais de 30 pontos de triplo-duplo em uma série de playoffs, já que Jokić terminou com 34,5 pontos, 13,2 rebotes e 10,3 assistências na vitória do Denver por 4–2 sobre o Phoenix. Após o jogo, Kevin Durant, disse aos repórteres sobre Jokić: "Ele é um dos maiores de todos os tempos. Ele vai ficar na história como um dos maiores pivôs de todos os tempos a tocar em uma bola de basquete."
No Jogo 1 das Finais da Conferência Oeste, Jokić registrou um triplo-duplo com 34 pontos, 21 rebotes e 14 assistências em uma vitória de 132–126 sobre o Los Angeles Lakers. Ele se tornou o único jogador na história dos playoffs a registrar múltiplos triplos-duplos de 30 pontos e 20 rebotes. No Jogo 2, ele teve seu quarto triplo-duplo consecutivo e sétimo triplo-duplo desses playoffs com 23 pontos, 17 rebotes, 12 assistências e três roubos de bola em uma vitória de 108–103. Jokić se tornou o segundo jogador a registrar quatro triplos-duplos consecutivos na história dos playoffs e agora é um dos dois únicos jogadores a registrar sete triplos-duplos em uma pós-temporada junto com Wilt Chamberlain. No Jogo 4, Jokić registrou seu 14º triplo-duplo de playoffs e o oitavo nesses playoffs, quebrando o recorde de Chamberlain de 1967 de mais triplos-duplos em uma única pós-temporada. Jokić recebeu seu primeiro MVP das Finais de Conferência Oeste, tornando-se o primeiro jogador não americano a ganhar o prêmio, alcançando médias de 27,8 pontos, 14,5 rebotes e 11,8 assistências enquanto liderava os Nuggets para uma varredura sobre os Lakers a caminho de sua primeira aparição nas Finais da NBA na história da franquia. Jokić também se juntou a Wilt Chamberlain como o único jogador na história da NBA a ter média de triplos-duplos em séries consecutivas de playoffs.

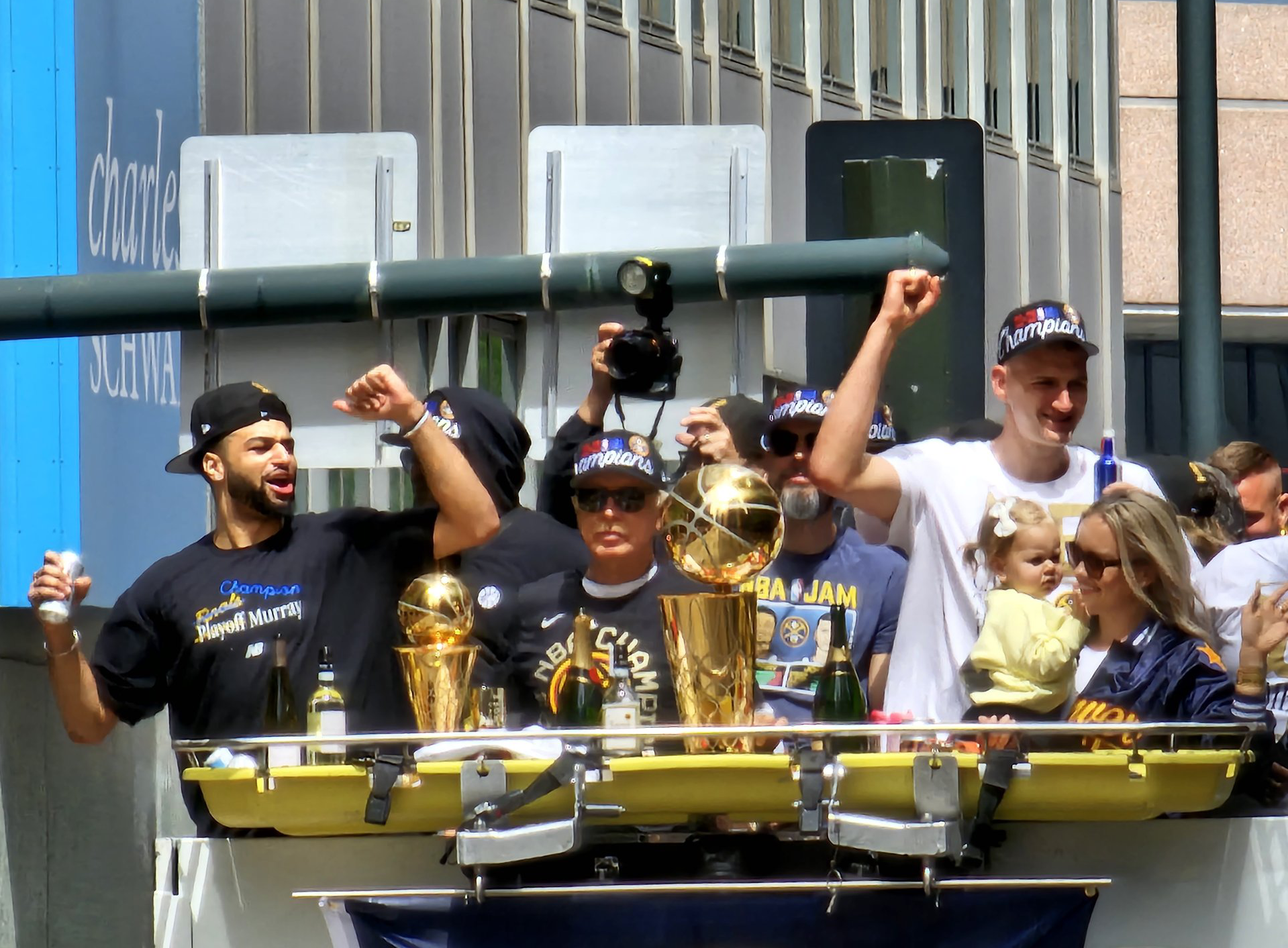
O dono dos Nuggets, Stan Kroenke, Jokić e Jamal Murray no desfile do título da NBA em Denver

No Jogo 1 das Finais da NBA, Jokić registrou um triplo-duplo com 27 pontos, 14 assistências e 10 rebotes em uma vitória de 104–93 sobre o Miami Heat. Ele se juntou a Jason Kidd como os únicos jogadores na história da NBA a registrar um triplo-duplo em suas estreias nas Finais da NBA. Jokić e Jamal Murray também se tornaram apenas a segunda dupla de companheiros de equipe na história da NBA a registrar pelo menos 25 pontos e 10 assistências em um jogo das Finais da NBA desde Magic Johnson e James Worthy nas Finais da NBA de 1987. No Jogo 2, Jokić registrou 41 pontos, 11 rebotes e quatro assistências em uma derrota por 111–108. Ele se juntou a LeBron James e Larry Bird como os únicos jogadores na história da NBA a registrar pelo menos 500 pontos, 200 rebotes e 150 assistências em uma única corrida de pós-temporada. Jokić também se tornou o primeiro pivô na história da NBA a registrar pelo menos 500 pontos e 100 assistências em uma única corrida de pós-temporada. No Jogo 3, ele se tornou o primeiro jogador na história da NBA a registrar mais de 30 pontos, mais de 20 rebotes e mais de 10 assistências em um jogo das Finais. Ele terminou a vitória por 109–94 com 32 pontos, 21 rebotes e 10 assistências, marcando seu 10º triplo-duplo desta pós-temporada. No Jogo 4, Jokić fez 23 pontos, 12 rebotes, quatro assistências, três roubos de bola e três bloqueios em uma vitória de 108–95. Ele também se tornou o primeiro jogador na história da NBA a fazer pelo menos 500 pontos, 250 rebotes e 150 assistências em uma única corrida de pós-temporada. No Jogo 5, ele fez 28 pontos, 16 rebotes e quatro assistências em uma vitória de 94–89, levando os Nuggets ao seu primeiro título da NBA. Ele foi votado por unanimidade como MVP das Finais e se tornou a escolha de draft mais baixa na história da NBA a ganhar este prêmio. Jokić terminou as Finais da NBA com médias de 30,2 pontos, 14 rebotes, 7,2 assistências e 1,4 bloqueios. Ele se tornou o primeiro jogador na história da NBA a liderar toda a pós-temporada em pontos totais (600), rebotes totais (269) e assistências totais (186).

#### Temporada de 2023–24: Terceiro prêmio de MVP
Em 24 de outubro de 2023, Jokić registrou um triplo-duplo com 29 pontos, 13 rebotes e 11 assistências em uma vitória de 119–107 na abertura da temporada sobre o Los Angeles Lakers. Ele se tornou apenas o terceiro MVP reinante das Finais a abrir uma temporada da NBA com um triplo-duplo, juntando-se a Magic Johnson (1982) e LeBron James (2016). Seis dias depois, em seu 600º jogo da NBA, Jokić registrou seu 107º triplo-duplo, com 27 pontos, 11 assistências e 10 rebotes, em uma vitória de 110–102 sobre o Utah Jazz. Em 4 de dezembro, Jokić foi nomeado Jogador do Mês da Conferência Oeste pela sétima vez em sua carreira por jogos disputados em outubro/novembro. Ele se tornou o primeiro jogador desde Elgin Baylor em 1967 a começar uma temporada com 12 jogos seguidos de 20+ pontos e 10+ rebotes. Jokić também teve dois triplos-duplos de 30+ pontos com zero turnovers em seus últimos quatro jogos, enquanto ninguém mais na NBA tem vários jogos fazendo isso nos últimos 40 anos.
Em 25 de janeiro, Jokić foi nomeado titular da Conferência Oeste para o All-Star Game de 2024, marcando sua sexta seleção consecutiva e sua quarta seleção consecutiva como titular. Ele se juntou a Alex English como o único outro jogador dos Nuggets a ser escolhido como titular em quatro All-Star Game.
Em 2 de fevereiro, Jokić registrou seu 120º triplo-duplo da carreira com 27 pontos, 22 rebotes e 12 assistências em uma vitória de 120–108 sobre o Portland Trail Blazers. Em 22 de fevereiro, ele registrou um triplo-duplo com 21 pontos, 19 rebotes e 15 assistências em uma vitória de 130–110 sobre o Washington Wizards. Ele também se juntou a James e Westbrook como os únicos jogadores na história da NBA a registrar um triplo-duplo contra todos os times da NBA. Em 10 de abril, Jokić registrou 41 pontos e 11 rebotes em uma vitória de 116–107 sobre o Minnesota Timberwolves. Foi seu 20º jogo de 40 pontos na carreira.
No Jogo 2 da primeira rodada dos playoffs contra os Lakers, Jokić registrou um triplo-duplo com 27 pontos, 20 rebotes e 10 assistências em uma vitória de 101–99. Ele tem o maior número de jogos de 25-20-10 na história dos playoffs da NBA com quatro. Uma semana depois, Jokić perdeu por pouco outro jogo de 25–20–10, registrando 25 pontos, 20 rebotes e nove assistências em uma vitória de 108–106 no Jogo 5, enviando os Nuggets para as Semifinais da Conferência Oeste. No Jogo 5 das Semifinais, Jokić registrou 40 pontos, 13 assistências e nenhum turnover em uma vitória de 112–97 sobre o Minnesota Timberwolves. Ele se tornou o segundo jogador na história da pós-temporada da NBA a terminar um jogo com pelo menos 40 pontos, 10 assistências e nenhum turnover, juntando-se a Chris Paul (2018). Jokić foi diretamente responsável por 71 dos 112 pontos de sua equipe e se tornou o primeiro jogador na história da NBA a marcar ou dar assistência em mais de 70 pontos em um jogo de playoffs sem cometer um turnover. Denver perderia para Minnesota em sete jogos, apesar dos 34 pontos, 19 rebotes e sete assistências de Jokić na derrota final por 98–90.
Em 8 de maio, Jokić ganhou seu terceiro MVP. Ele se tornou apenas o nono jogador na história da NBA a ganhar o prêmio pelo menos três vezes, fazendo isso em quatro temporadas. Jokić também se tornou apenas o segundo jogador na história da NBA a ter pelo menos 2.000 pontos, 900 rebotes e 700 assistências em uma temporada, juntando-se a Oscar Robertson (1961–62). Atrás de Jokić, o Denver Nuggets (57–25) igualou o recorde da franquia de mais vitórias em uma temporada e empatou com o melhor recorde na Conferência Oeste.
Temporada de 2024–25: Recorde na NBA
Em 8 de março de 2025, Nikola Jokić tornou-se o primeiro jogador na história da NBA a registrar um triplo-duplo com 30 pontos, 20 rebotes e 20 assistências. O feito ocorreu na vitória do Denver Nuggets sobre o Phoenix Suns por 149 a 141, com o sérvio anotando 31 pontos, 21 rebotes e 22 assistências, estabelecendo uma marca inédita nos 77 anos da liga

## Carreira na seleção

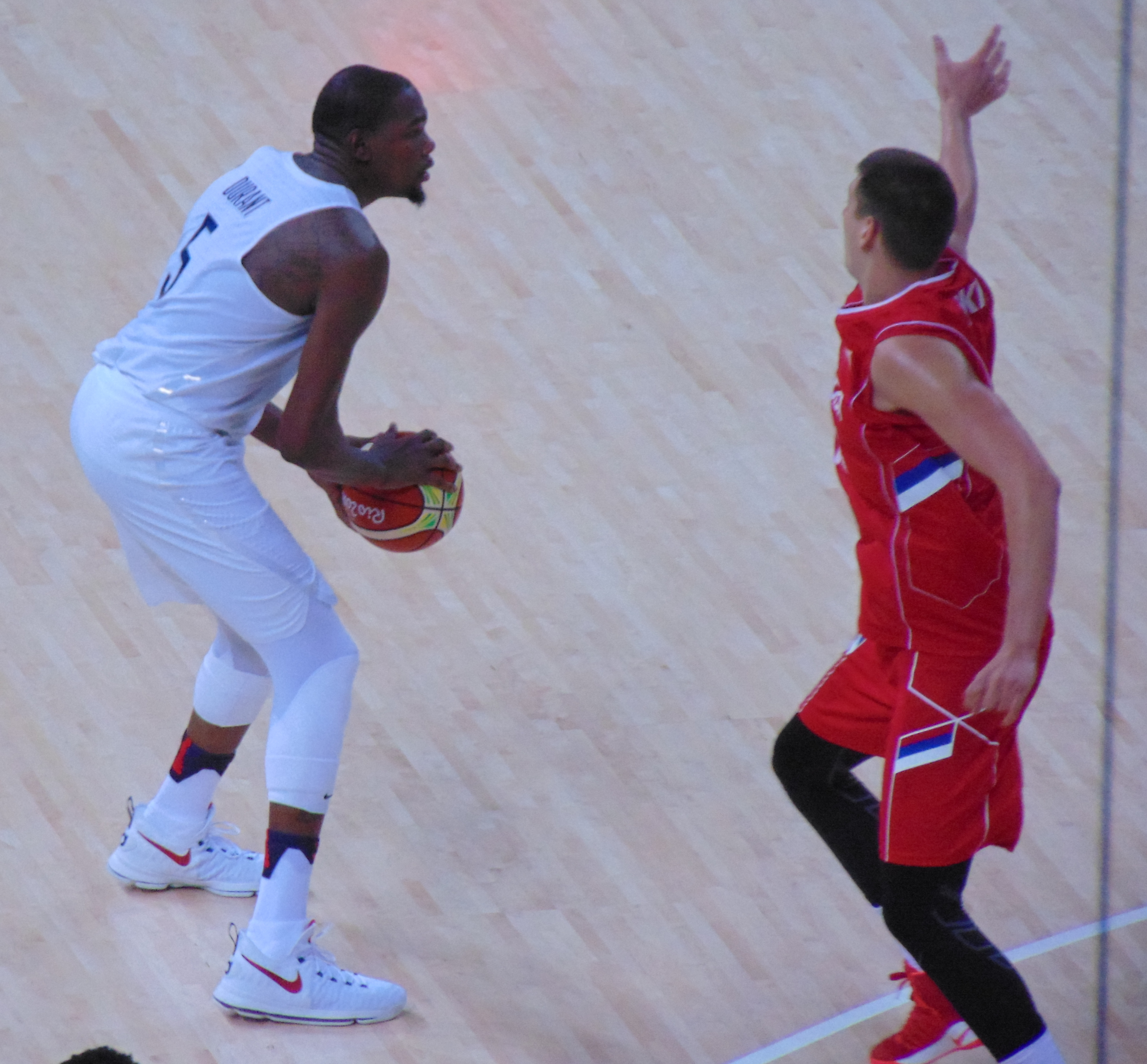
Jokić marcando Kevin Durant nos Jogos Olímpicos de 2016 no Rio de Janeiro.

Jokić foi membro da Seleção Sérvia que conquistou a medalha de prata na Copa do Mundo Sub-19 de 2013. Em oito jogos no torneio, ele teve médias de 7,1 pontos, 5,0 rebotes e 1,5 assistências. Ele representou a Sérvia no Torneio Mundial de Qualificação Olímpica da FIBA de 2016, em Belgrado, onde conquistou o prêmio de MVP do torneio com médias de 17,8 pontos, 7,5 rebotes e 2,8 assistências.
Nos Jogos Olímpicos de Verão de 2016, a Sérvia conquistou a medalha de prata, após perder para os Estados Unidos no último jogo por 96-66.
Em 24 de maio de 2019, Jokić anunciou que jogaria pela Sérvia na Copa do Mundo de 2019. A Sérvia foi considerada favorita para ganhar o troféu, mas acabou sendo derrotada nas quartas de final pela Argentina. Com vitórias sobre Estados Unidos e República Tcheca, terminou em quinto lugar. Jokić foi o segundo melhor jogador da equipe, atrás de Bogdan Bogdanović, com médias de 11,5 pontos, 7,5 rebotes e 4,8 assistências em oito jogos.
Em 15 de junho de 2022, Jokić anunciou que retornaria à seleção nacional após três anos para as eliminatórias da Copa do Mundo de 2023 e o EuroBasket de 2022. Jokić levou a Sérvia a um recorde perfeito de 5-0 e ao primeiro lugar no Grupo D no EuroBasket, mas acabou sendo derrotado nas oitavas de final pela Itália, apesar de sua atuação de 32 pontos, 13 rebotes, 4 assistências e 2 roubos de bola. Jokić foi o melhor jogador do time com médias de 21,7 pontos, 10,0 rebotes, 4,3 assistências e 1,8 roubos de bola em seis jogos. Em julho de 2023, ele optou por não ser selecionado para a Copa do Mundo de 2023 devido à fadiga física e mental após sua temporada vitoriosa nos Nuggets.
Em 10 de junho de 2024, Jokić foi incluído na lista preliminar da Sérvia para as Olimpíadas de 2024. Em 31 de julho, Jokić teve 14 pontos, 15 rebotes e 9 assistências no segundo jogo da fase de grupos contra Porto Rico nas Olimpíadas. Ele se tornou o primeiro jogador na história das Olimpíadas a combinar mais de 10 pontos, mais de 15 rebotes e mais de 5 assistências. Em 6 de agosto, nas quartas de final, Jokić impulsionou a Sérvia para uma recuperação recorde olímpica de 24 pontos, com outra performance de 21 pontos, 14 rebotes e 9 assistências, junto com 4 roubos de bola e 2 bloqueios, em uma vitória por 95-90 na prorrogação contra a Austrália. Ele levou a Sérvia à medalha de bronze, após registrar apenas o 5º triplo-duplo na história das Olimpíadas, derrotando a Alemanha na disputa pelo terceiro lugar. Em 6 jogos do torneio, Jokić teve médias de 18,8 pontos, 10,7 rebotes e 8,7 assistências. Ele também liderou todos os jogadores em pontos totais, rebotes, assistências e roubos de bola, tornando-se o primeiro jogador na história do torneio olímpico a fazer isso. Por suas performances, Jokić foi nomeado para a Equipe Ideal das Olimpíadas.

## Perfil do jogador
Como um playmaker, Jokić usa seu tamanho e visão para configurar seus companheiros de equipe para pontuações. Suas técnicas, em particular seus passes com uma mão, têm atraído comparações com as de um jogador de polo aquático. Jogando em um ritmo lento e deliberado, Jokić muitas vezes faz uma pausa ao receber a bola para examinar erros defensivos e possíveis aberturas.
Além de sua habilidade de fazer jogadas, Jokić também é um artilheiro versátil, capaz de efetivamente finalizar no garrafão, acertar arremessos de meia distancia e do arco de três pontos. O "Sombor Shuffle" (cunhado pelo locutor Chris Marlowe por causa da cidade natal de Jokić, Sombor), envolve saltar do pé direito antes de lançar um fadeaway de alto arqueamento. Jokić desenvolveu a jogada durante sua recuperação de uma lesão no tornozelo em 2017. O movimento não ortodoxo é difícil de contestar e tem atraído comparações com o fadeaway de uma perna só de Dirk Nowitzki.
Em 26 de novembro, o treinador Michael Malone, cobrou Jokic a ter uma maior "liderança vocal" em quadra.

## Estatísticas na NBA
| † | Campeão da NBA           |
|   | Líder da liga            |
|   | MVP da temporada regular |

| Ano      | Equipe   | PJ  | PT  | MPJ  | AP   | 3P   | LL   | RT   | AS   | BR  | TO  | PPJ  |
| -------- | -------- | --- | --- | ---- | ---- | ---- | ---- | ---- | ---- | --- | --- | ---- |
| 2015–16  | Denver   | 80  | 55  | 21.7 | .512 | .333 | .811 | 7.0  | 2.4  | 1.0 | 0.6 | 10.0 |
| 2016–17  | Denver   | 73  | 59  | 27.9 | .577 | .324 | .825 | 9.8  | 4.9  | 0.8 | 0.8 | 16.7 |
| 2017–18  | Denver   | 75  | 73  | 32.6 | .500 | .396 | .850 | 10.7 | 6.1  | 1.2 | 0.8 | 18.5 |
| 2018–19  | Denver   | 80  | 80  | 31.3 | .511 | .307 | .821 | 10.8 | 7.3  | 1.4 | 0.7 | 20.1 |
| 2019–20  | Denver   | 73  | 73  | 32.0 | .528 | .314 | .817 | 9.7  | 7.0  | 1.2 | 0.6 | 19.9 |
| 2020-21  | Denver   | 72  | 72  | 34.6 | .566 | .388 | .868 | 10.8 | 8.3  | 1.3 | 0.7 | 26.4 |
| 2021-22  | Denver   | 74  | 74  | 33.5 | .583 | .337 | .810 | 13.8 | 7.9  | 1.5 | 0.9 | 27.1 |
| 2022-23  | Denver † | 69  | 69  | 33.7 | .632 | .383 | .822 | 11.8 | 9.8  | 1.3 | 0.7 | 24.5 |
| 2023-24  | Denver   | 79  | 79  | 34.6 | .583 | .359 | .817 | 12.4 | 9.0  | 1.4 | 0.9 | 26.4 |
| 2024-25  | Denver   | 70  | 70  | 36.7 | .576 | .417 | .800 | 12.7 | 10.2 | 1.8 | 0.6 | 29.6 |
| Carreira | Carreira | 745 | 704 | 31.7 | .560 | .360 | .824 | 10.9 | 7.2  | 1.3 | 0.7 | 21.8 |
| All-Star | All-Star | 7   | 5   | 17.9 | .667 | .400 | .000 | 5.9  | 4.9  | 0.9 | 0.1 | 6.9  |

### Playoffs
|  | MVP das Finais |

| Ano      | Equipe   | PJ | PT | MPJ  | AP   | 3P   | LL   | RT   | AS  | BR  | TO  | PPJ  |
| -------- | -------- | -- | -- | ---- | ---- | ---- | ---- | ---- | --- | --- | --- | ---- |
| 2019     | Denver   | 14 | 14 | 39.8 | .506 | .393 | .846 | 13.0 | 8.4 | 1.1 | .9  | 25.1 |
| 2020     | Denver   | 19 | 19 | 36.5 | .519 | .429 | .835 | 9.8  | 5.7 | 1.1 | .8  | 24.4 |
| 2021     | Denver   | 10 | 10 | 34.5 | .509 | .377 | .836 | 11.6 | 5.0 | .6  | .9  | 29.8 |
| 2022     | Denver   | 5  | 5  | 34.2 | .575 | .278 | .848 | 13.2 | 5.8 | 1.6 | 1.0 | 31.0 |
| 2023     | Denver † | 20 | 20 | 39.4 | .548 | .461 | .799 | 13.5 | 9.5 | 1.1 | 1.0 | 30.0 |
| 2024     | Denver   | 12 | 12 | 40.2 | .545 | .264 | .901 | 13.4 | 8.7 | 1.4 | .7  | 28.7 |
| Carreira | Carreira | 80 | 80 | 38.0 | .531 | .390 | .837 | 12.3 | 7.5 | 1.1 | .9  | 27.7 |

## Vida pessoal
Durante os primeiros anos de Jokić em Denver, ele morou em um apartamento compartilhado com sua então namorada e seus dois irmãos mais velhos, Nemanja e Strahinja. Jokić se casou com sua namorada de longa data Natalija Mačešić em 24 de outubro de 2020 em sua cidade natal, Sombor. Nikola e Natalija têm dois filhos juntos, incluindo uma filha chamada Ognjena, que nasceu em setembro de 2021, e um filho chamado Ignjat, que nasceu em novembro de 2024.

## Prêmios e homenagens
NBA
- Campeão da NBA: 2023
- NBA Finals Most Valuable Player (MVP das Finais): 2023
- 3x NBA Most Valuable Player Award (MVP): 2021, 2022, 2024
- NBA Western Conference Finals MVP: 2023;
- 7x NBA All-Star: 2019, 2020, 2021, 2022, 2023, 2024 e 2025
- 7x All-NBA Team:
  - Primeiro time: 2019, 2021, 2022, 2024, 2025[218]
  - Segundo time: 2020, 2023
- NBA All-Rookie Team: 
  - Primeiro time: 2016

ABA League (Liga Adriática)
- ABA League MVP: 2015
- ABA League Top Prospect: 2015
- 2x Jogador Sérvio do ano: 2018, 2021